# John H. Hall
John Hancock Hall (4. Januar 1781 in Portland – 26. Februar 1841 in Darksville (Randolph County)) war ein US-amerikanischer Erfinder des Hall-Gewehrs und ein Pionier des Austauschbaus und der industriellen Massenproduktion.

## Leben

### Frühes Leben und familiäre Verhältnisse
Hall wuchs in Portland auf. Sein Vater, ein Absolvent der Theologie an der Harvard University leitete dort eine erfolgreiche Gerberei des Schwiegervaters. Wahrscheinlich hat Hall eine überdurchschnittliche Schulbildung genossen und sollte eine Hochschule besuchen, doch der frühe Tod seines Vaters 1794 durchkreuzte derartige Pläne. Hall stieg in das Familienunternehmen ein. Wie viele junge Amerikaner seinerzeit schloss er sich 1803 einer Miliz an. 1808 machte er sich mit einer Schreinerei selbstständig. Er stellte Fässer, Möbel oder Boote her. In diesem Jahr starb seine Mutter und er erbte ein bescheidenes Vermögen. Im Jahre 1813 heiratete er Statira Preble, die Tochter des Diplomaten und Geschäftsmann William Pitt Preble und Nichte des United-States-Navy-Offiziers Edward Preble. Das Paar bekam sieben Kinder.

### Erfindung

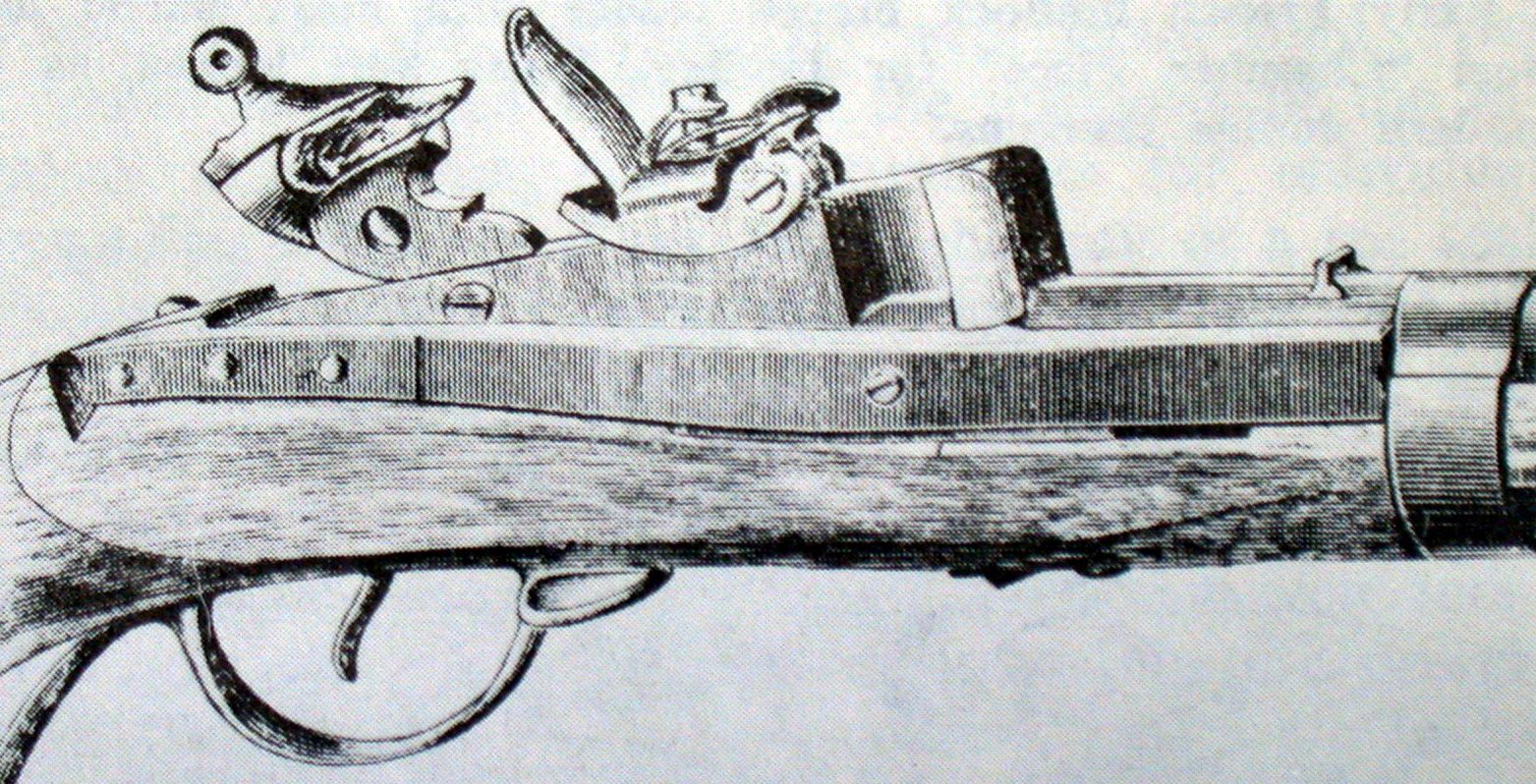
Hall-Gewehr mit Steinschloss und offenem Verschlussblock

Neben der Holzverarbeitung hatte Hall ein Interesse an der Fertigung von Feuerwaffen. Anfang 1811 entwarf er ein Hinterladergewehr. Es war nach dem gleichen Prinzip wie der um 1770 entwickelte Crespi-Hinterlader aufgebaut, aber es unterschied sich in der technischen Ausführung erheblich. Hall wusste zu dieser Zeit nichts von den dem Crespi-Hinterterlader bzw. noch früherer Vorgänger.
Halls Konstruktion hatte einen scharniergelagerten Verschlussblock, der bei Betätigung eines Hebels nach oben herausklappte. Der Schütze befüllte die Pulverkammer des Verschlussblocks mit Schwarzpulver und drückte mit dem Daumen eine Kugel drauf. Danach drückte er, gegen die Kraft einer Feder den Verschlussblock nach unten, bis dieser im Gehäuse einrastete. Da die Waffe ein Steinschloss besaß, musste noch die Pfanne mit Schwarzpulver befüllt werden.
Die Waffe hatte einen gezogenen Lauf, wie die Miliz ihn bei den Pflasterbüchsen nutzte. Die Pflasterbüchsen waren treffsicher, aber langsam und umständlich zu laden und wurden aus der Deckung heraus genutzt. Reguläre Soldaten hingegen waren mit glattläufigen Musketen bewaffnet. Die Musketen konnten deutlich schneller geladen werden, sie waren aber nicht so treffsicher. Daher zielten die Soldaten nur in Richtung des Feindes und feuerten gleichzeitig eine Salve. Halls Intention war es, eine Waffe mit gezogenem Lauf auch für gewöhnliche Soldaten zu schaffen.
Als Hall ein Patent für seine Erfindung einreichen wollte, wurde dieses vom William Thornton, dem Superintendent des United States Patent Office abgelehnt mit der Begründung, Thornton habe eine ähnliche Erfindung bereits 1792 gemacht. Thornton bot Hall ein gemeinsames Patent an; die Einkünfte sollten geteilt werden. Hall wurde misstrauisch und ging nach Washington, D.C. um Thornton zu befragen. Thornton präsentierte ihm eine Ferguson-Büchse, ein Hinterlader, der aber einen vertikalen Schraubverschluss hatte, also gänzlich anders als bei Hall funktionierte. Zeichnungen oder sonstige Belege für seine angebliche Erfindung zeigte Thornton nicht. Hall witterte Betrug und beschwerte sich bei dem Außenminister James Monroe. Monroe wollte der Sache aber nicht nachgehen und riet Hall, sich mit Thornton zu einigen, denn Thornton war sehr einflussreich und könnte Hall entweder damit helfen oder ihm Steine in den Weg legen. Schweren Herzens stimmte Hall einem gemeinsamen Patent zu, welches am 21. Mai 1811 erteilt wurde. Mit sechs bis acht Arbeitern begann Hall sein Gewehr im kleinen Maßstab zu produzieren und an Privatleute zu verkaufen. Der 1812 ausgebrochene Britisch-Amerikanischer Krieg bescherte ihm einige Aufträge. Doch das reichte bei weitem nicht, um die Kosten zu decken.
Hall und Thornton zerstritten sich bald über die Vermarktung des Gewehrs. Hall wollte das Patent an die US-Regierung verkaufen, Thornton war strikt dagegen, denn das würde weitere Einkünfte aus Verkäufen auf Lizenzbasis unmöglich machen. Anstatt für das Gewehr in Washington zu werben, setzte Thornton von 1811 bis 1820 alle Mittel ein, um einen Verkauf an die US-Regierung zu verhindern. 1811 kontaktierte Hall den Präsidenten der Vereinigten Staaten James Madison und den Kriegsminister William Eustis. Da Eustis aber gerade eine größere Anzahl von Musketen beschafft hat, sah er keinen Bedarf. Außerdem war Halls Erfindung gänzlich unerprobt. Hall blieb hartnäckig und hatte bei Eustis' Nachfolger, John Armstrong junior, mehr Glück. Armstrong wies den Offizier George Bomford vom Ordnance Departement (zuständig für Wehrmaterialbeschaffung) an, das Gewehr zu untersuchen. Zwischen Dezember 1813 und November 1814 konnte Hall acht Gewehre an die US-Army verkaufen. Nach langen Testreihen orderte Bomford 23. Dezember 1814 200 weitere Gewehre. Hall musste diesen Auftrag jedoch ablehnen, weil er die in Handarbeit gefertigten Gewehre nicht in dieser große Anzahl bis April 1815 liefern konnte. Das ganze restliche Jahr nutzte er, um seine Erfindung zu verbessern sowie seine Arbeiter zu schulen. Im Januar 1816 kontaktierte er wieder das Ordnance Corps. Er bot zunächst 1000 Stück für $40 an, sagte aber zu, den Preis durch mit Werkzeugmaschinen durchgeführten Austauschbau und daraus den erwarteten Skaleneffekt deutlich drücken zu können. Der Leiter des Ordnance Departement, Decius Wadsworth, und Bomford waren von der Produktionsmethode angetan, denn das Ordnance Departement wollte ohnehin eine einheitliche Produktion in den beiden staatlichen Waffenfabriken einführen. Ein weiter Faktor, der für Halls Gewehr sprach, war die Schlacht von New Orleans vom 8. Januar 1815, gegen Ende des Britisch-Amerikanischen Krieges. Die US-Amerikaner, darunter viele Milizeinheiten, besiegten die Britischen Truppen. Diese Schlacht steigerte das Interesse an gezogenen Läufen. Die Verhandlungen zwischen Hall und dem Ordnance Departement zogen sich bis zum Dezember 1816 hin. Die Parteien einigten sich auf 100 Stück für $25. Der niedrige Preis deckte kaum die Kosten. Bis Mai 1817 hatte Hall sein gesamtes Vermögen investiert, dann verschuldete er sich und stand kurz vor dem Bankrott. Im November 1817 waren die Gewehre fertig, gingen nach Charlestown (Boston) und wurden dort erfolgreich getestet. Parallel dazu drängte Hall die US-Regierung zu einem größeren Auftrag. Hall und die Familie seiner Frau sammelten eine beachtliche Gruppe von einflussreichen Personen, unter anderem Albion K. Parris, George Bradbury, Enoch Lincoln, Prentiss Mellen, Ezekiel Whitman oder William King, die in Washington für Hall warben.

### Hall in Harpers Ferry

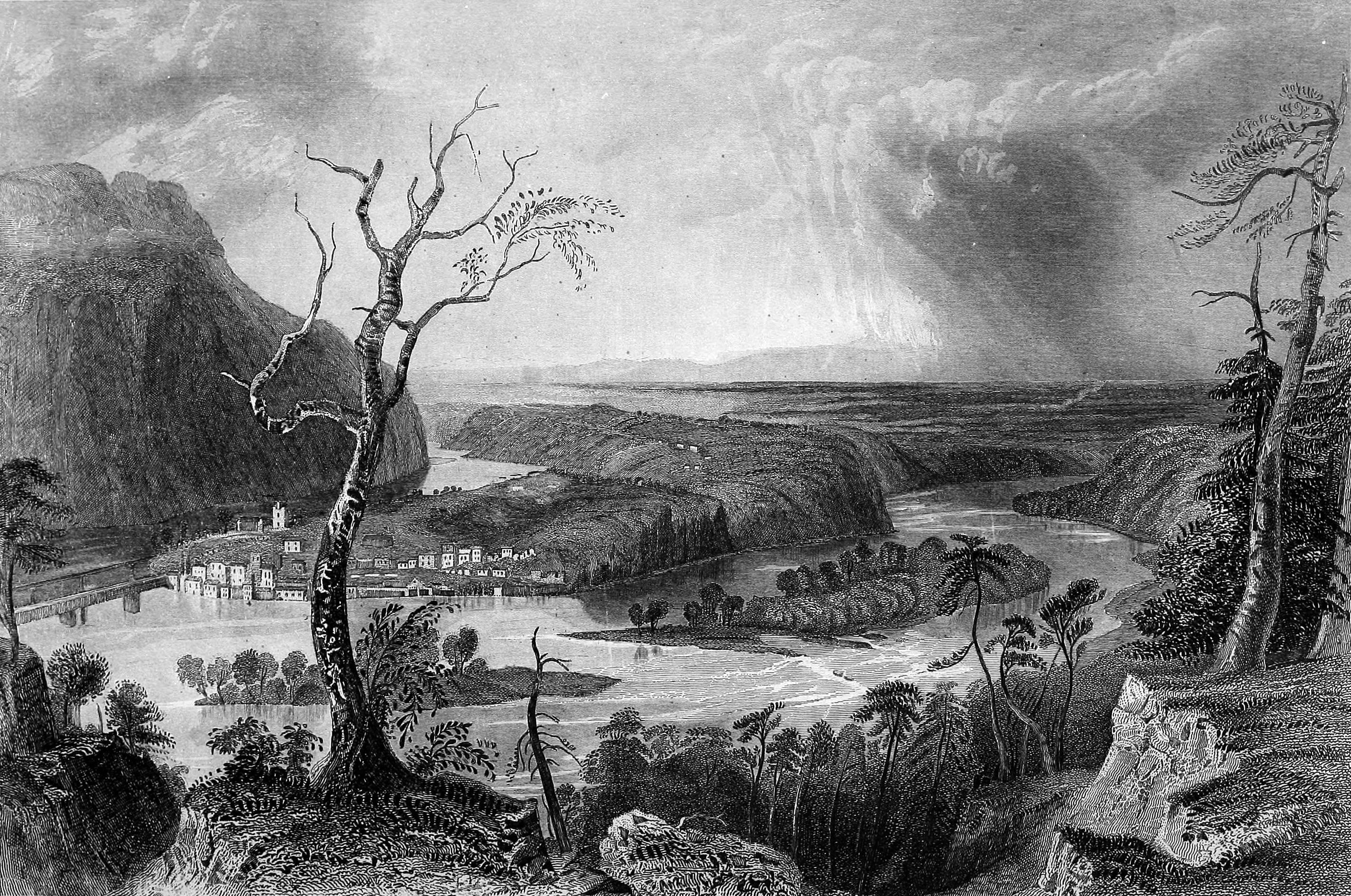
Harpers Ferry, 1842

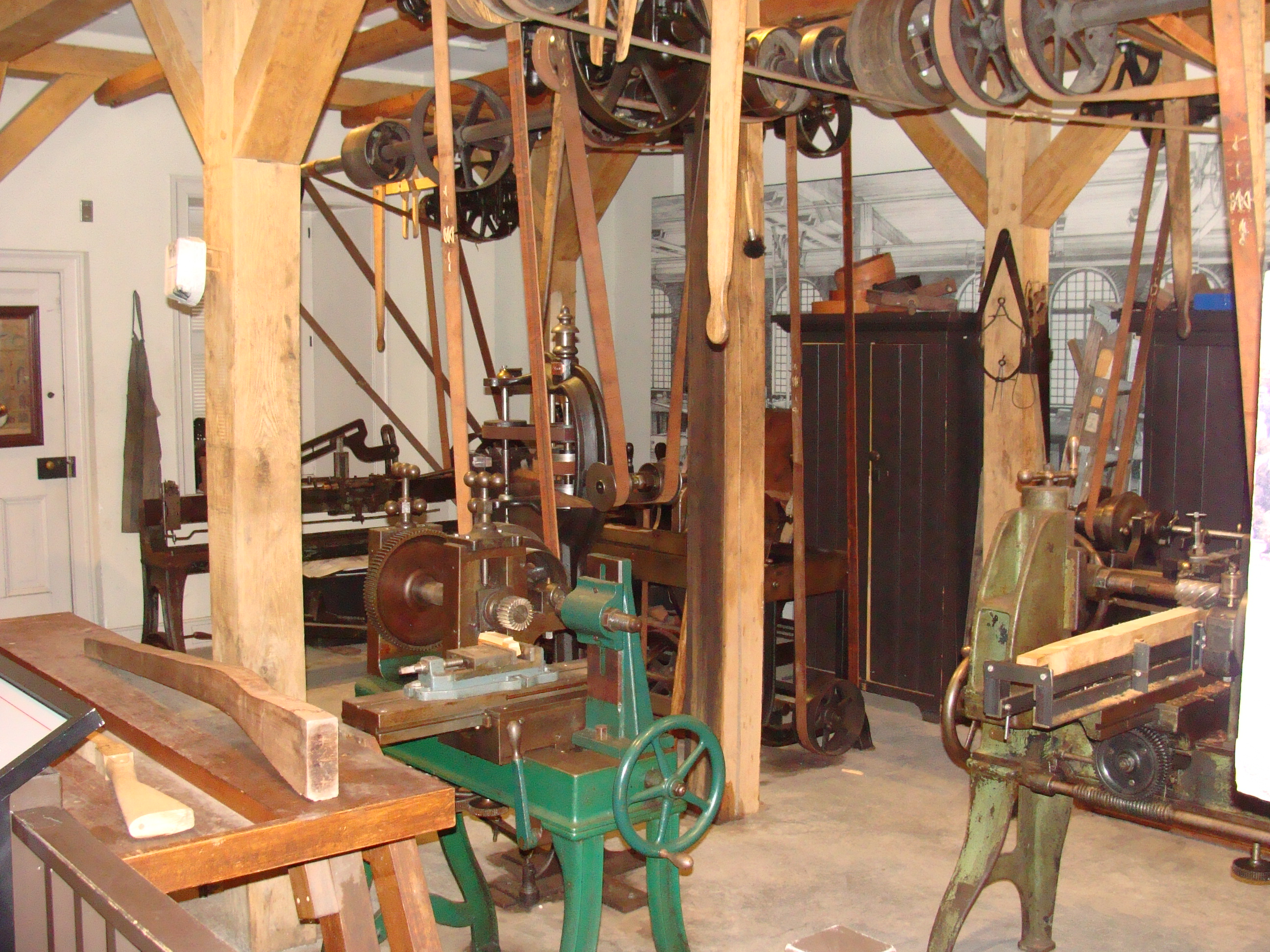
Industriemuseum in Harpers Fery

Im März 1818 verbuchte Hall einen wichtigen Erfolg; der Kriegsminister John C. Calhoun bot ihm an, die Produktionsmethoden der staatlichen Waffenfabrik in Harpers Ferry Armory in einer teilweise selbständigen Organisationseinheit zu modernisieren, sein Gewehrmodell zu verbessern und eine kleinere Anzahl zu fertigten. Im August 1818 begann Hall in Harpers Ferry in der von ihm geführten Gewehrfabrik (Rifle Works) die Gewehre zu fertigen. Der Leiter des Harpers Ferry Arsenal, James Stubblefield, opponierte gegen Halls Gewehre, auch Wadsworth hatte Bedenken. Nach einer Beschwerde bei Calhoun durfte Hall die Gewehre bereitstellen. Nach intensiven Test wurde dort die Einführung empfohlen.
Die positiven Test im November 1818 ermutigten Wadsworth, einen Auftrag für 1000 Gewehre zu erteilen. Hall, der einen Plan für Massenproduktion hatte, begann die nötigen Werkzeugmaschinen herzustellen. Doch er unterschätzte die vielfältigen Schwierigkeiten und war Anfang 1823 nahe daran aufzugeben. Bomford bat ihn, weiterzumachen und Ende 1824 war Hall bereit für die Produktion. Im Februar 1825 konnte er  das erste Los von tausend Gewehren übergeben. Zum ersten Mal gelang es, ein komplexes Produkt mit austauschbaren Teilen in hoher Präzision zu fertigen. Stubblefield und seine Unterstützer machten jedoch die hohen Kosten für die Einrichtung der Werkzeugmaschinen publik und zettelten im Kongress der Vereinigten Staaten eine Untersuchung an. Im Dezember 1826 untersuchten die Inspektoren Halls Produktion in Harpers Ferry. Die Inspektion jedoch voll des Lobes für die Präzision der Austauschbarkeit. Gleichzeitig kamen ebenfalls positive Versuchsergebnisse aus Fort Monroe an. Im April 1828 bekam Hall einen Folgeauftrag über 6000 Stück. Die von Stubblefield angestrebte Untersuchung des Kongresses hatte die entgegengesetzte der von ihm angestrebten Wirkung, weil sie Halls Erfolge öffentlich machte. Er bekam Anfragen von Mitgliedern des Kongresses, vom United States Marine Corps sowie von Vertretern von Frankreich und Preußen. Als im Dezember 1828 ein Auftrag der Staatsgarde eintraf, unterzeichneten Bomford und Hall einen Auftrag mit dem Waffenfabrikanten Simeon North über 5000 Gewehre. Die Teile sollten mit den von Hall in Harpers Ferry produzierten austauschbar sein. Halls Patente waren zu diesem Zeitpunkt ausgelaufen, aber er konnte sich Patente auf die von ihm entwickelten Fertigungsmaschinen sichern. Stubblefield opponierte weiter und stellte Halls Urheberschaft der Fertigungsmaschinen öffentlich in Frage. Bomford stelle sich schützend vor Hall. Die Situation entspannte sich etwas, als Stubblefield 1829 die Leitung der Harpers Ferry Armory abgab. Dennoch sorgte die organisatorische Konstruktion einer von Hall geführten, selbständigen Gewehrfabrik innerhalb der Harpers Ferry Armory auch bei Stubblefields Nachfolgern für Konflikte. Auch das Anfahren der Produktion bei Simeon North war nicht einfach. Bomford und Hall mussten mit Maßangaben, Mustern und Lehren nachsteuern. Im Jahre 1834 stellte Hall endlich fest, dass die Gewehre von North die geforderte Austauschbarkeit mit seinen aufwiesen. Damit wurde zum ersten Mal ein Austauschbau über zwei Produktionsstätten erreicht.
Während Hall zielgerichtet auf eine Massenproduktion hin arbeitete, stand die Welt nicht still. In den 1820er Jahren erreichte das neue Anzündhütchen Praxistauglichkeit. Anfang der 1830er Jahre verlangte das War Department die Umstellung des Hall-Gewehrs auf das Perkussionsschloss. Hall weigerte sich; zum einen schwand seine früher unbändige Energie, zum anderen wusste er, dass ihn die Konstruktionsänderung um Jahre zurückwerfen würde. Der Streit ging so weit, dass das War Department Hall 1834 einen Teil des Gehalts gestrichen hatte. Halls Unterstützung schwand noch mehr, als Edward Lucas 1837 der neue Leiter des Harpers Ferry Arsenal wurde. Außer Bomford, stand kaum noch jemand auf Halls Seite. Als sich Halls Gesundheitszustand verschlechterte, verließ er 1840 Harpers Ferry und starb im Februar 1841.

## Nachwirkung
Halls Lebensleistung liegt nicht in dem von ihm entworfenen Gewehr, denn er verbesserte das Prinzip des um 1770 entwickelten Crespi-Hinterlader nicht. Halls Gewehr wurde nie im ganz großen Maßstab eingeführt und im Jahre 1853 vom offiziellen Dienst zurückgezogen. Generell hatte die Konstruktion Probleme mit dem gasdichten Abschluss zwischen Verschlussblock und Lauf. Die am Verschlussblock heraustretenden heißen Gase konnten den Schützen gefährden, insbesondere wenn der Verschlussblock durch Schussabgaben abgenutzt war. Das Problem der mangelhaften Gasdichtigkeit betraf auch andere Hinterlader dieser Zeit und eine zufriedenstellende Liderung konnte erst später mit der Metallpatrone erreicht werden.
Auch wenn Hall es nur als Mittel zum Zweck ansah, revolutionierte er die Fertigungstechnik bzw. den Maschinenbau durch den konsequenten Austauschbau. Hall war nicht der Erste mit der Idee des Austauschbaus; diese hatte unter anderem der Franzose Jean-Baptiste Vaquette de Gribeauval schon Mitte des 18. Jahrhunderts. Einige, wie der US-Amerikaner Eli Whitney versuchten es, aber scheiterten an der praktischen Umsetzung. Es war Hall, der die Austauschbarkeit sogar über zwei Produktionsstätten erreichte. Somit war Hall einer des wichtigsten Begründer des amerikanischen Produktionssystems, das sich weltweit durchsetzte.